# Xaver (Rapper)
Xaver (* 1999 oder 2000 in Berlin; bürgerlich Xaver Brandrup)  ist ein deutscher Rapper.

## Leben
Xavers Eltern sind die nigerianische Filmemacherin Branwen Okpako und der deutsche Schauspieler Johannes Brandrup, sein Stiefvater der US-amerikanische Jazzmusiker Jean-Paul Bourelly. Aufgewachsen ist er in mehreren Berliner Stadtteilen, darunter in Mitte, Charlottenburg, Wilmersdorf und Schöneberg. Xaver besuchte die Nelson-Mandela-Schule in Berlin-Wilmersdorf. Wie seine Vorbilder, darunter Black Thought und Kanye West, verfasste er seine ersten Texte auf Englisch. Erstmals öffentlich in Erscheinung trat er 2020 mit der EP Soßenbrot zusammen mit KazOnDaBeat. Das auf der EP enthaltene Lied Backgammon war 2021 eine „Empfehlung des Tages“ von Diffus. Mit der EP begann eine langfristige Zusammenarbeit mit dem Produzenten, die ihm zu weiterer Aufmerksamkeit verhalf. Zu diesem Schluss kommt 16BARS in einer exemplarischen Aufzählung von fünf Musikern der „New Wave“. Mit der Single Miete erfolgte im Juni 2022 seine erste Veröffentlichung über Four Music. Auch diese wurde von Diffus zur „Empfehlung des Tages“ gekürt. Kurz darauf erschien die EP Flugmodus, die er später zum Album Flugmodus (Deluxe) erweiterte.
Im Jahr 2022 spielte er unter anderem auf den Bühnen des Splash, des Spektrum und des Heroes Festival. Im Oktober 2022 war er außerdem auf Deutschlandtournee, unter anderem im Uebel & Gefährlich in Hamburg, dem Muffatwerk in München und dem Frannz-Club in Berlin.
Seine Musikvideos und Artworks gestaltet Xaver in Eigenregie.

## Diskografie

### Alben
Studioalben
- 2022: Flugmodus (Deluxe) (mit KazOnDaBeat, Four Music[13])

EPs
- 2020: Soßenbrot (mit KazOnDaBeat)
- 2022: Flugmodus (mit KazOnDaBeat)
- 2023: Self Care EP

### Lieder
Singles
- 2021: Weltmeister (mit Nali & MotB)
- 2021: Vorderhaus (mit MotB)
- 2021: Lockdown (mit Nali & Samon Kawamura feat. Rcse)
- 2021: Staub (mit KazOnDaBeat)
- 2022: Sackgasse
- 2022: Entartete Kunst (mit KazOnDaBeat)
- 2022: Miete (mit KazOnDaBeat & Sira)
- 2022: Flugmodus (mit KazOnDaBeat)
- 2022: Die Besten (mit Nali & Samon Kawamura feat. Yung Emkay)
- 2022: Vintage (mit KazOnDaBeat)
- 2022: Check (mit KazOnDaBeat)
- 2022: Zahnfleisch (mit Apsilon)
- 2022: Berg+Tal (mit KazOnDaBeat)
- 2022: Kosmos im Chaos (mit Janluka & Whitey)
- 2023: Vor Ort (mit KazOnDaBeat)
- 2023: Self Care (mit Drumla)
- 2023: Mindset (mit Kid Kapri)
- 2024: Phase (mit Sira & Gustav)

Xaver als Autor in den Charts

| Jahr | Titel Interpretation                           | Höchstplatzierung, Gesamtwochen, AuszeichnungChartplatzierungen (Jahr, Titel, Interpretation, Platzierungen, Wochen, Auszeichnungen, Anmerkungen) | Höchstplatzierung, Gesamtwochen, AuszeichnungChartplatzierungen (Jahr, Titel, Interpretation, Platzierungen, Wochen, Auszeichnungen, Anmerkungen) | Höchstplatzierung, Gesamtwochen, AuszeichnungChartplatzierungen (Jahr, Titel, Interpretation, Platzierungen, Wochen, Auszeichnungen, Anmerkungen) | Anmerkungen                                            |
| Jahr | Titel Interpretation                           | DE | AT | CH | Anmerkungen                                            |
| ---- | ---------------------------------------------- | --- | --- | --- | ------------------------------------------------------ |
| 2024 | Wie du manchmal fehlst Zartmann feat. Ski Aggu | DE6 Gold · (27 Wo.)DE | AT13 Gold · (18 Wo.)AT | CH31 (11 Wo.)CH | Erstveröffentlichung: 24. Mai 2024 Verkäufe: + 315.000 |